# David di Donatello du meilleur scénario adapté
Le David di Donatello du meilleur scénario adapté (David di Donatello per la migliore sceneggiatura adattata) est une récompense cinématographique italienne décernée annuellement par l'Académie du cinéma italien, plus précisément par l’Ente (Association) David di Donatello. Avec le David di Donatello du meilleur scénario original (David di Donatello per la migliore sceneggiatura originale), elle remplace depuis 2017 le David di Donatello du meilleur scénario (Migliore sceneggiatura).

## Palmarès

### Années 2010
- 2017 : Gianfranco Cabiddu, Ugo Chiti et Salvatore De Mola pour La stoffa dei sogni
  - Fiorella Infascelli et Antonio Leotti pour Era d'estate
  - Edoardo Albinati, Marco Bellocchio et Valia Santella pour Fais de beaux rêves (Fai bei sogni)
  - Francesco Patierno pour Naples '44
  - Francesca Marciano, Valia Santella et Stefano Mordini pour Pericle il Nero
  - Massimo Gaudioso pour Un paese quasi perfetto
- 2018 : Fabio Grassadonia et Antonio Piazza pour Sicilian Ghost Story
  - Barbara Alberti, Davide Barletti, Lorenzo Conte et Carlo D'Amicis pour La guerra dei cafoni
  - Gianni Amelio et Alberto Taraglio pour La tenerezza
  - Paolo Genovese et Isabella Aguilar pour The Place
  - Les frères Taviani pour Une affaire personnelle (Una questione privata)
- 2019 : Luca Guadagnino, Walter Fasano et James Ivory pour Call Me by Your Name
  - Stephen Amidon, Francesca Archibugi, Paolo Virzì et Francesco Piccolo pour L'Échappée belle (The Leisure Seeker)
  - Stefano Mordini et Massimiliano Catoni pour Il testimone invisibile
  - Zerocalcare, Oscar Glioti, Valerio Mastandrea et Johnny Palomba pour La profezia dell'armadillo
  - Luca Miniero et Nicola Guaglianone pour Sono tornato

### Années 2020
- 2020 : Maurizio Braucci et Pietro Marcello pour Martin Eden
- 2021 : Gianni Di Gregorio, Marco Pettenello pour Citoyens du Monde
  - Salvatore Mereu pour Assandira
  - Francesco Piccolo, Domenico Starnone, Daniele Luchetti pour Lacci
  - Stefano Mordini, Francesca Marciano, Luca Infascelli pour Lasciami andare
  - Pupi Avati, Tommaso Avati  pour Lei mi parla ancora
- 2022 : Monica Zapelli et Donatella Di Pietrantonio pour L'Arminuta
  - Michelangelo La Neve, Marco et Antonio Manetti pour Diabolik
  - Massimo Gaudioso, Luca Infascelli et Stefano Mordini pour La scuola cattolica
  - Filippo Gravino, Guido Iuculano et Claudio Cupellini pour La terra dei figli
  - Nanni Moretti, Federica Pontremoli et Valia Santella  pour Tre piani
  - Lirio Abbate, Serena Brugnolo, Adriano Chiarelli et Francesco Costabile pour Una femmina
- 2023 : Felix Van Groeningen et Charlotte Vandermeersch pour Les Huit Montagnes (Le otto montagne)
  - Salvatore Mereu pour Bentu
  - Massimo Gaudioso et Kim Rossi Stuart pour Brado
  - Francesca Archibugi, Laura Paolucci et Francesco Piccolo pour Le Colibri (Il colibrì)
  - Mario Martone et Ippolita Di Majo pour Nostalgia

- 2024 : Marco Bellocchio, Susanna Nicchiarelli, Edoardo Albinati et Daniela Ceselli pour L'Enlèvement (Rapito)
  - Pietro Marcello, Maurizio Braucci et Maud Ameline pour  L'Envol (Le vele scarlatte)
  - Giorgio Diritti et Fredo Valla pour Lubo
  - Emma Dante, Elena Stancanelli e Giorgio Vasta pour Misericordia
  - Sydney Sibilia et Armando Festa pour Mixed by Erry

- 2025 : Valeria Golino, Luca Infascelli (it), Francesca Marciano, Valia Santella et Stefano Sardo (it) pour L'arte della gioia (it)
  - Gianni Amelio et Alberto Taraglio (it) pour Campo di battaglia
  - Adriano Chiarelli, Francesco Costabile et Vittorio Moroni (it) pour Familia
  - Roberto Proia pour Il ragazzo dai pantaloni rosa (it)
  - Gabriele Salvatores pour Napoli - New York (it)